# Abrocomidae
Famille
Genres de rang inférieur
- Abrocoma
- Cuscomys
- †Protabrocoma

Les Abrocomidés (Abrocomidae) sont une famille de rongeurs appelés aussi rats-chinchillas,. Deux genres subsistent de nos jours : Abrocoma et Cuscomys, redécouvert en 1997 par Louise Emmons. Le genre Protabrocoma est éteint.
Cette famille a été décrite pour la première fois en 1918 par le zoologiste américain Gerrit Smith Miller, Jr (1869-1956) et son compatriote paléontologue et zoologiste James Williams Gidley (1866-1931).

## Liste des genres
Selon Mammal Species of the World (version 3, 2005)  (6 déc. 2012) et ITIS (6 déc. 2012) :
- genre Abrocoma Waterhouse, 1837
- genre Cuscomys Emmons, 1999

Selon Paleobiology Database (6 déc. 2012) :
- † genre Protabrocoma

## Liste des genres et espèces
Selon Mammal Species of the World (version 3, 2005)  (6 déc. 2012) :
- genre Abrocoma
  - Abrocoma bennettii - le Rat-chinchilla du Chili ou Rat-chinchilla de Bennett[2]
  - Abrocoma boliviensis
  - Abrocoma budini
  - Abrocoma cinerea - le Rat-chinchilla cendré[2]
  - Abrocoma famatina
  - Abrocoma schistacea
  - Abrocoma uspallata
  - Abrocoma vaccarum
- genre Cuscomys
  - Cuscomys ashaninka
  - Cuscomys oblativa

Selon NCBI (6 déc. 2012) :
- genre Abrocoma
  - Abrocoma bennettii
  - Abrocoma cinerea